# Lijst van voetbalinterlands Cambodja - Oost-Timor
Deze lijst van voetbalinterlands is een overzicht van alle officiële voetbalwedstrijden tussen de nationale teams van Cambodja en Oost-Timor. De landen hebben tot op heden tien keer tegen elkaar gespeeld. De eerste ontmoeting, een kwalificatiewedstrijd voor de Zuidoost-Azië Cup 2007, vond plaats op 20 november 2006 in Bacolod (Filipijnen). Het laatste duel, een groepswedstrijd tijdens de Zuidoost-Azië Cup 2024, werd gespeeld in Phnom Penh op 17 december 2024.

## Wedstrijden
| №  | Plaats     | Datum            | Competitie                          | Wedstrijd             | Uitslag |
| -- | ---------- | ---------------- | ----------------------------------- | --------------------- | ------- |
| 1  | Bacolod    | 20 november 2006 | Zuidoost-Azië Cup 2007 kwalificatie | Cambodja − Oost-Timor | 4 − 1   |
| 2  | Phnom Penh | 19 oktober 2008  | Zuidoost-Azië Cup 2008 kwalificatie | Cambodja − Oost-Timor | 2 − 2   |
| 3  | Vientiane  | 24 oktober 2010  | Zuidoost-Azië Cup 2010 kwalificatie | Cambodja − Oost-Timor | 4 − 2   |
| 4  | Yangon     | 5 oktober 2012   | Zuidoost-Azië Cup 2012 kwalificatie | Cambodja − Oost-Timor | 1 − 5   |
| 5  | Vientiane  | 16 oktober 2014  | Zuidoost-Azië Cup 2014 kwalificatie | Oost-Timor − Cambodja | 2 − 3   |
| 6  | Phnom Penh | 29 mei 2016      | Vriendschappelijk                   | Cambodja − Oost-Timor | 2 − 0   |
| 7  | Phnom Penh | 21 oktober 2016  | Zuidoost-Azië Cup 2016 kwalificatie | Cambodja − Oost-Timor | 3 − 2   |
| 8  | Phnom Penh | 12 oktober 2018  | Vriendschappelijk                   | Cambodja − Oost-Timor | 2 − 2   |
| 9  | Phnom Penh | 2 juni 2022      | Vriendschappelijk                   | Cambodja − Oost-Timor | 2 − 1   |
| 10 | Phnom Penh | 17 december 2024 | Zuidoost-Azië Cup 2024              | Cambodja − Oost-Timor | 2 − 1   |

## Samenvatting
| Competitie                     | Totaal gespeeld | Winst Cambodja | Gelijk | Winst Oost-Timor | Doelsaldo Cambodja – Oost-Timor |
| ------------------------------ | --------------- | -------------- | ------ | ---------------- | ------------------------------- |
| Zuidoost-Azië Cup              | 1               | 1              | 0      | 0                | 2 − 1                           |
| Zuidoost-Azië Cup-kwalificatie | 6               | 4              | 1      | 1                | 17 − 14                         |
| Vriendschappelijk              | 3               | 2              | 1      | 0                | 6 − 3                           |
| Totaal                         | 10              | 7              | 2      | 1                | 25 − 18                         |

Wedstrijden bepaald door strafschoppen worden, in lijn met de FIFA, als een gelijkspel gerekend.